# Течало (Савона)
Течало је насеље у Италији у округу Савона, региону Лигурија.
Према процени из 2011. у насељу је живело 58 становника. Насеље се налази на надморској висини од 63 м.